# Vulcani din Indonezia

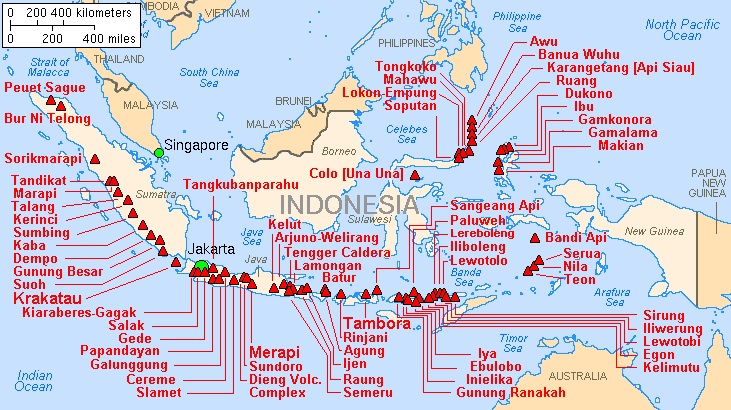
Harta vulcanilor din Indonezia

Indonezia are un relief predominant muntos, cu circa 400 vulcani, dintre care 180 sunt activi. Munți cu înălțimi de peste 2745 m se întâlnesc pe insulele Sumatra (Mt. Leuser si Mt. Kerinci), Java (Mt. Gede, Mt. Tangkubanperahu, Mt. Ciremai, Mt. Kawi, Mt. Kelud, Mt. Semeru si Mt. Raung), Sulawesi (Mt. Lompobatang si Mt. Ratenkombala), Bali (Mt. Batur si Mt. Agung), Lombok (Mt. Rinjani) și Sumbawa (Mt. Tambora). Cel mai înalt munte este Vârful Mandala(5007 m), acoperit veșnic de zăpadă , din lanțul muntos Wijaya, pe Irian Jaya.
Erupțiile vulcanice înregistrate în ultimele două decenii sunt:
- Sumatra- Dempo 1973 si 1974; Marapi 1978; Sorik Merapi 1989; Kerinci 1990;
- Strâmtoarea Sunda Anak- Krakatau 1978 și 1979;
- Java- Bromo 1972, Merapi 1972 și 1976; Raung 1978; Semeru 1978 și 1979;
- Butak Petarangan- (Sinila și Sigludar) 1979; Paluweh-Rokatenda 1978; Galunggung 1982; Slamet 1988; Kelud 1990;
- Sulawesi-Lokon 1978, 1979 si 1991;
- Siau-Karangetang 1978 și 1979; Colo 1983,Soputan 1989;
- Maluku-Dukono 1978,
- Gamalama- Kie Besi 1987; Banda Api 1988;
- Nusa Tenggara de Est - Lewotobi Laki-laki 1990.

## Lista vulcanilor din Indonezia
- Anak Krakatau
- Agung
- Bromo
- Galunggung
- Gunung Api
- Gunung Api Gamalama
- Ijen
- Keli Mutu
- Kerinci
- Krakatau
- Merapi
- Pura Besakih
- Raung
- Semeru
- Singgalang
- Muntele Tambora